# Rewolucje w Rosji 1917 roku
Rewolucje w Rosji 1917 roku – dwie rewolucje, które odbyły się w Rosji w roku 1917  – rewolucja lutowa, która doprowadziła do upadku caratu w Imperium Rosyjskim i wprowadzenia liberalno-demokratycznej republiki i rewolucja październikowa  – zbrojny przewrót wojskowy dokonany przez partię bolszewików, który obalił Rząd Tymczasowy Rosji i doprowadził do przejęcia władzy przez partię bolszewicką i budowy monopartyjnej dyktatury partii komunistycznej (RKP(b)/WKP(b)/KPZR) w Rosji.

## Rewolucja lutowa

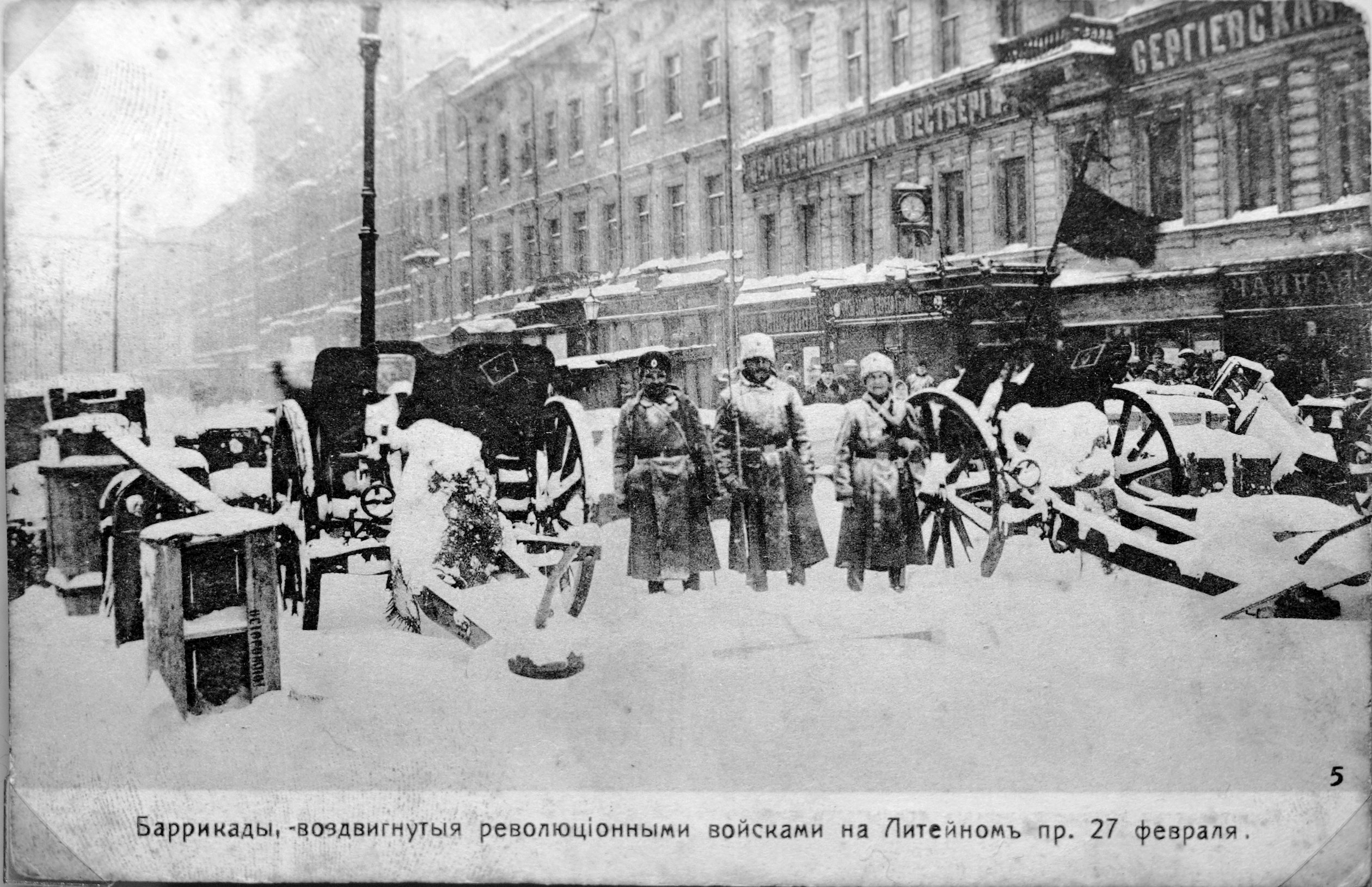
Barykady na Prospekcie Litiejnym w Piotrogrodzie w czasie rewolucji lutowej

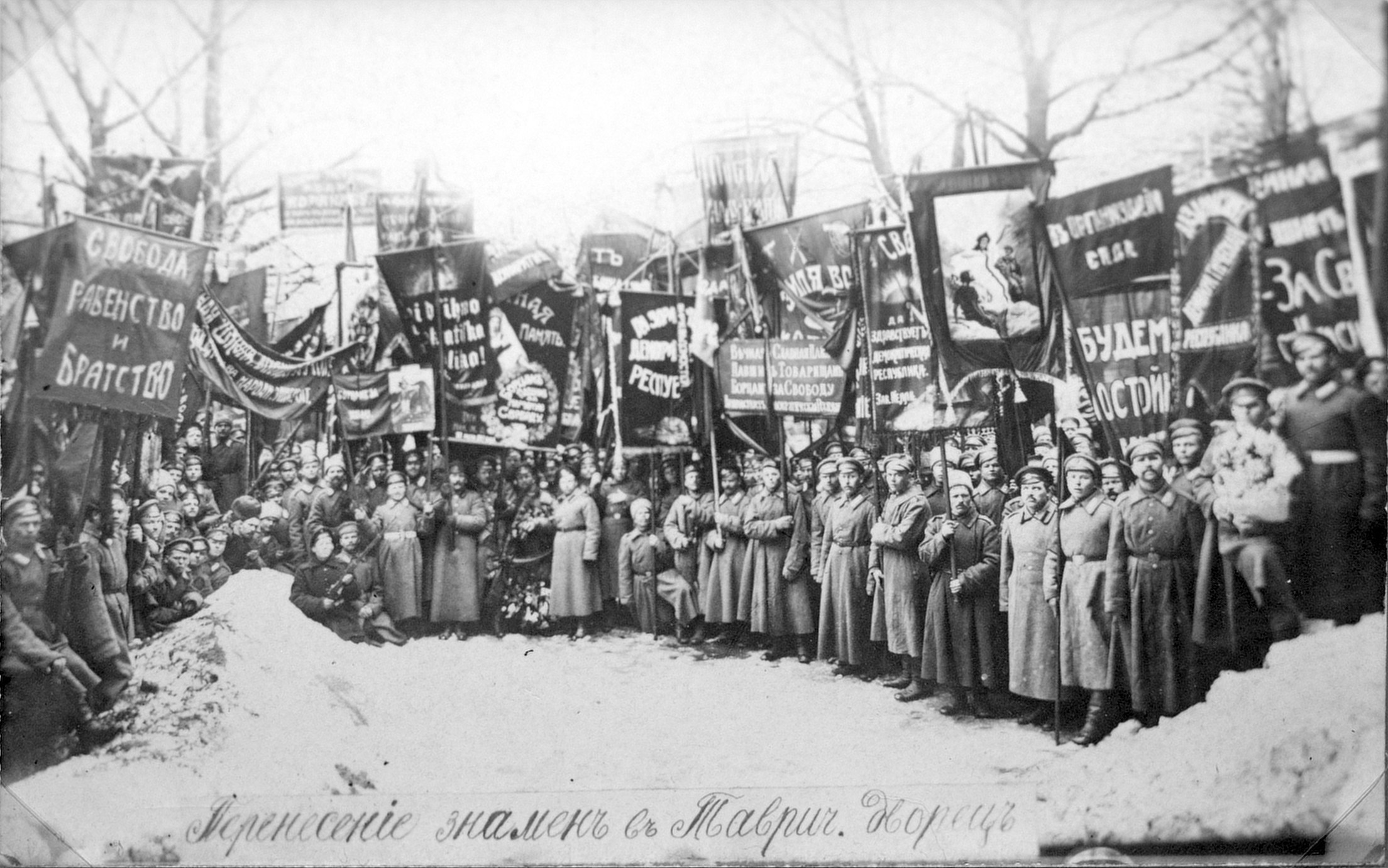
Demonstracja żołnierska przed Pałacem Taurydzkim – Свобода, равенство, братство (Wolność, równość, braterstwo), 1917

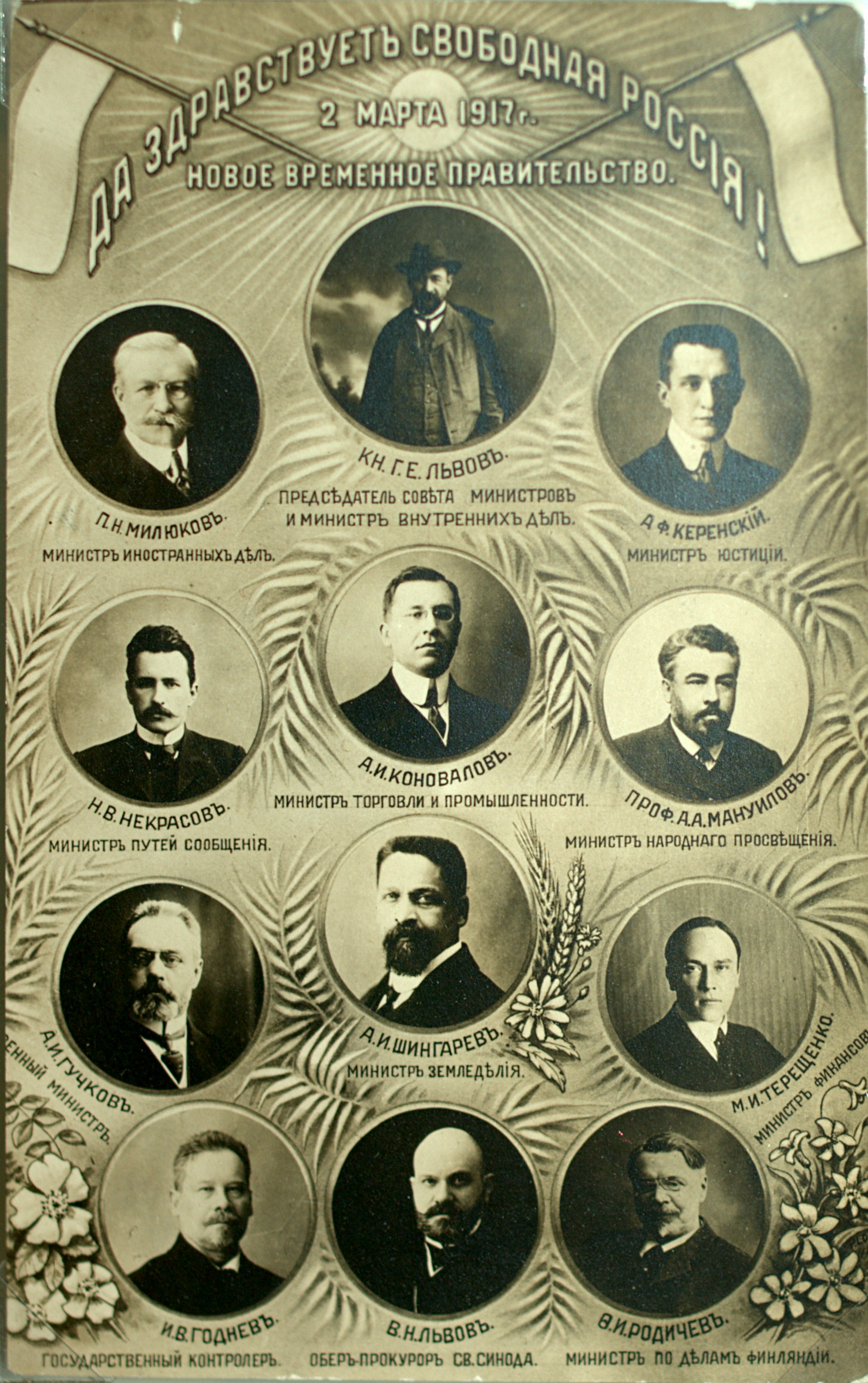
Plakat z fotografiami pierwszego składu Rządu Tymczasowego (III-V 1917) Pierwszy rząd od góry: Paweł Milukow, Georgij Lwow (premier), Aleksander Kiereński

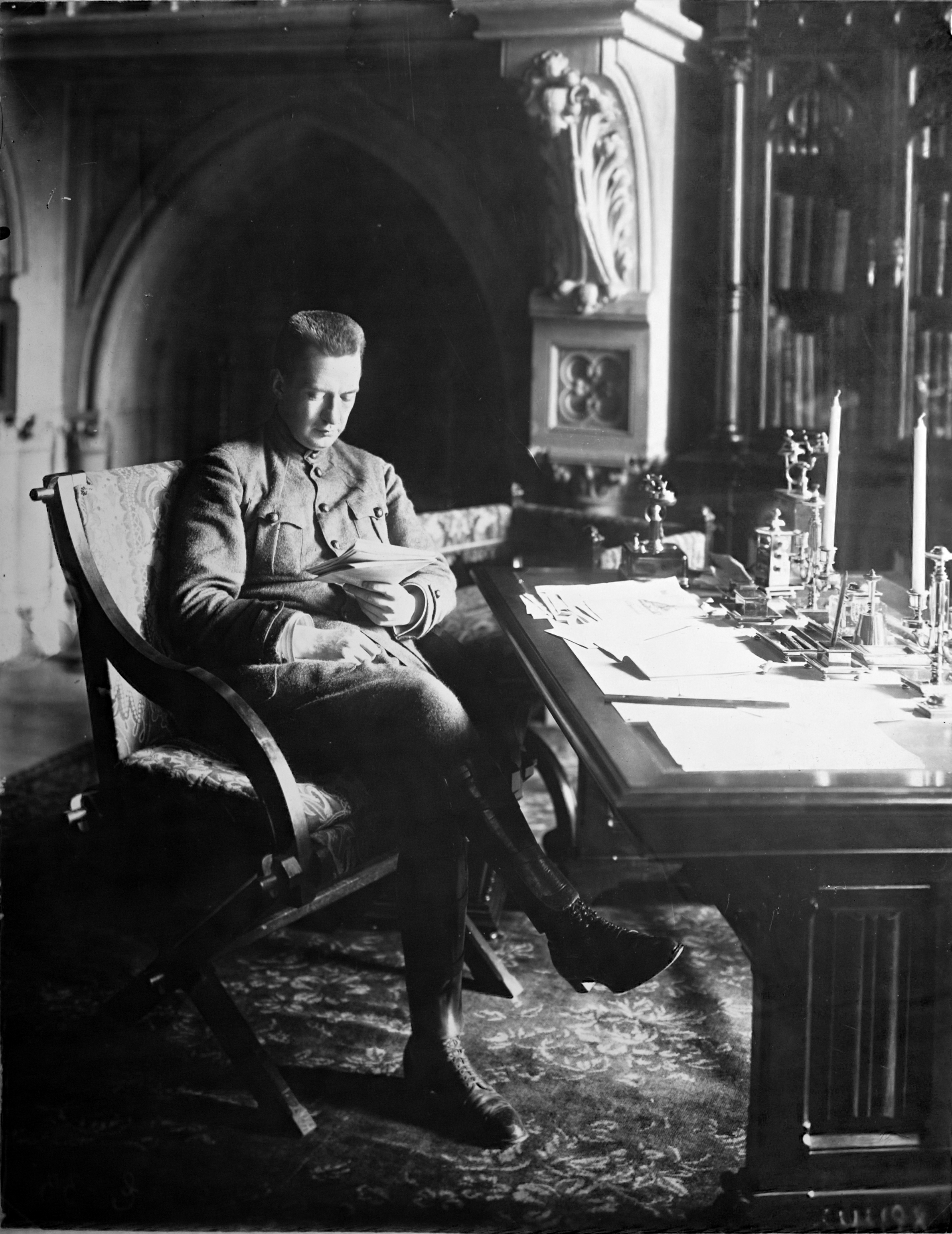
Aleksander Kiereński w Pałacu Zimowym

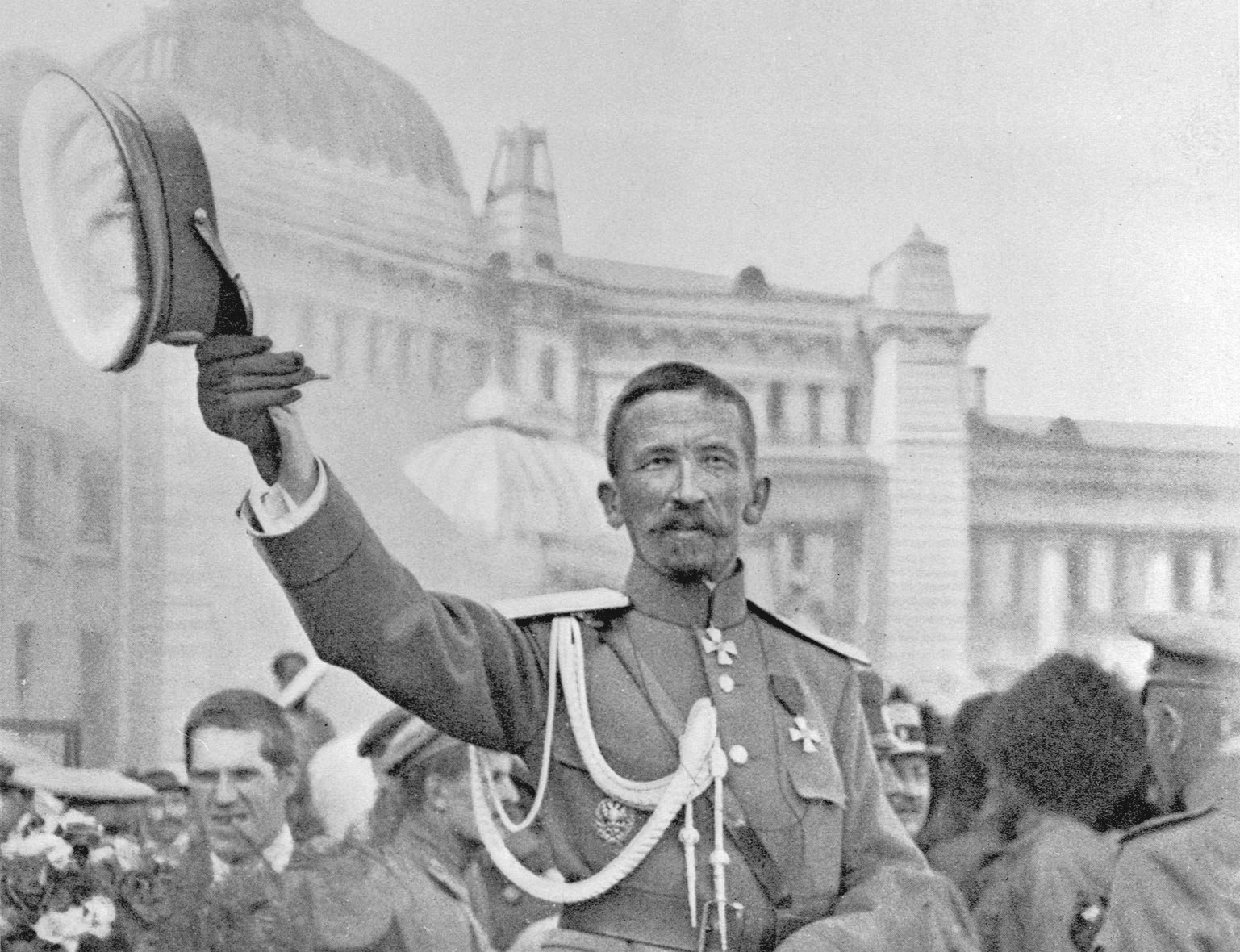
Ławr Korniłow przybywający na Naradę Państwową. Moskwa, sierpień 1917

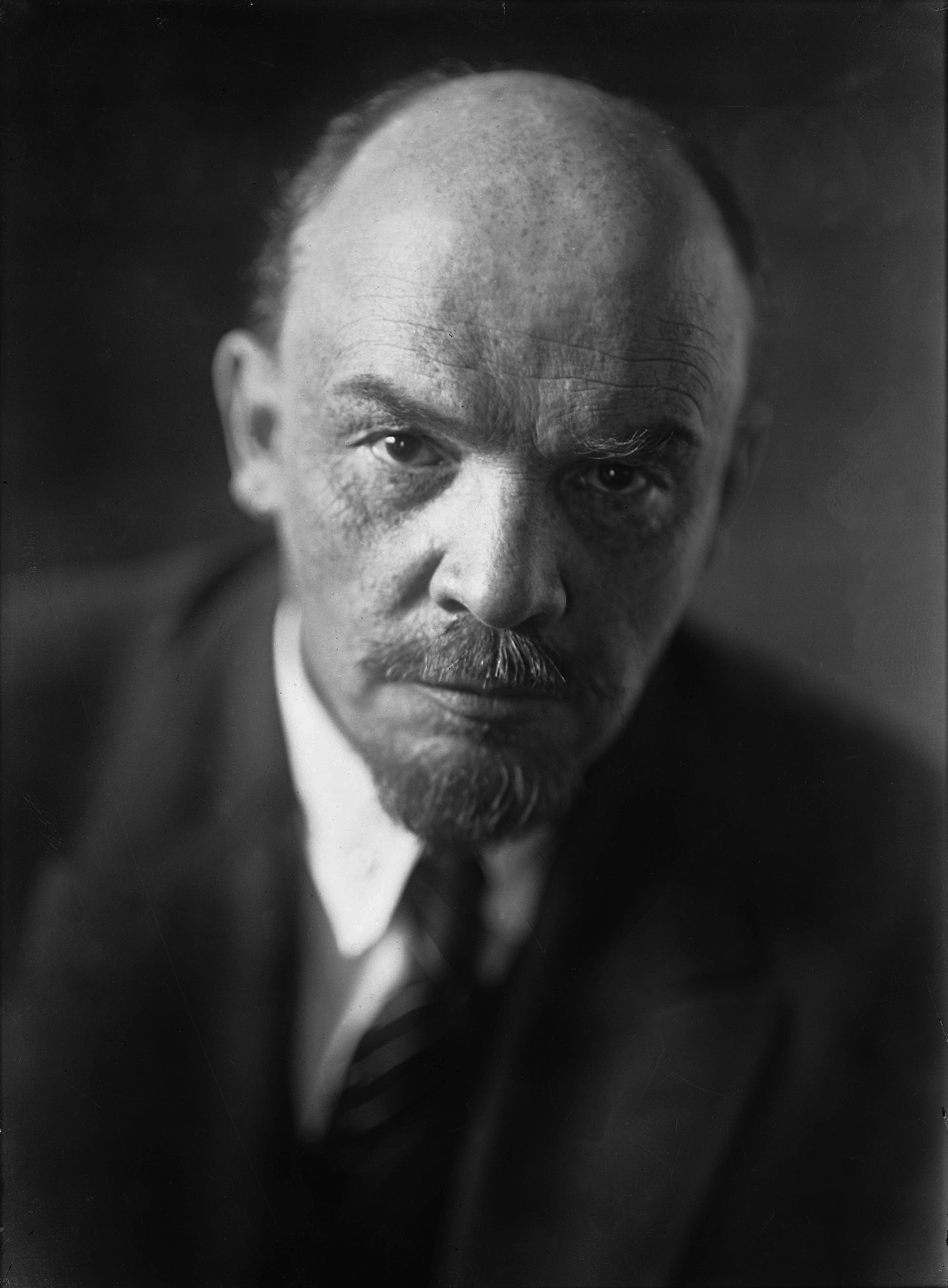
Włodzimierz Lenin

Od początku 1917  w Rosji miejsce miały liczne strajki, manifestacje i starcia zbrojne ludności, występującej przeciwko wojnie i katastrofalnej sytuacji żywnościowej w kraju. Działania te przybrały wnet formę rewolucji, której początek datuje się na 8 marca (23 lutego według kalendarza rosyjskiego). Gdy car Mikołaj II Romanow rozwiązał Dumę, zebrała się ona nielegalnie wraz z Piotrogrodzką Radą Delegatów Robotniczych i Żołnierskich, żądając abdykacji cara, co nastąpiło 15 marca. Władzę w Rosji przejął Komitet Wykonawczy, wyłoniony przez Dumę. 28 marca 1917 Piotrogrodzka Rada Delegatów Robotniczych i Żołnierskich uznała, że Polska ma prawo do niepodległego bytu z punktu widzenia politycznego i międzynarodowego. 29 marca 1917 roku Rząd Tymczasowy Rosji przyjął rezolucję pióra Pawła Milukowa, która głosiła, że Rząd Tymczasowy uważa utworzenie niepodległego państwa polskiego, złożonego z ziem o większości polskiej za pewną gwarancję pokoju w odnowionej Europie. Połączone z Rosją wolnym wojskowym sojuszem, państwo polskie będzie pewną tarczą przeciwko naciskowi państw centralnych na słowiańszczyznę. Wolny i zjednoczony naród polski sam określi swój ustrój wewnętrzny, wypowiedziawszy swą wolę za pośrednictwem Konstytuanty, zebranej w stolicy kraju, a wybranej na podstawie powszechnego prawa wyborczego.
Wybuch rewolucji lutowej w 1917 r. w Rosji zmienił zasadniczo krajobraz wojenny w Europie. Cesarstwo Rosyjskie przestało istnieć, na jego miejscu pojawiła się republika parlamentarna. Zdestabilizowana została też wewnętrzna sytuacja w Austro-Węgrzech i Niemczech, gdzie również narastały nastroje antywojenne i w kwietniu miały miejsce wielkie strajki. Załamały się one jednakże, ponieważ związki zawodowe strajków nie poparły. Rząd Tymczasowy kontynuował wszak wojnę przeciwko państwom centralnym, podejmując w czerwcu ofensywę na Podolu i w Galicji, ale bez najmniejszego powodzenia, wobec wielkiego rozprężenia i niechęci żołnierzy do kontynuowania wojny.
Na głównej scenie tej wojny, we Francji, działania wojenne w 1917 r. miały nadal charakter pozycyjny, a wznawiane co kilka miesięcy przez wojujące strony wielkie ofensywy (pod Verdun, nad Sommą, bitwa o Flandrię), nie przyniosły rozstrzygnięć. Tym niemniej siły państw ententy wyraźnie uległy wzmocnieniu, po wypowiedzeniu Niemcom w dniu 6 kwietnia wojny przez Stany Zjednoczone Ameryki i zaangażowaniu ich milionowej armii w walkach na froncie francuskim.
Rewolucja nie uspokoiła sytuacji, ponieważ wyłoniony 15 marca 1917 przez Komitet Tymczasowy Dumy w porozumieniu z Piotrogrodzką Radą Delegatów Robotniczych i Żołnierskich Rząd Tymczasowy, kierowany początkowo przez przedstawiciela liberalnych konstytucyjnych demokratów (kadetów) księcia Gieorgija Lwowa, a od 21 lipca przez socjalistę-trudowika Aleksandra Kiereńskiego, nie zdecydował się na wystąpienie z Ententy i jednostronne zakończenie wojny. Przyjęte decyzje: zniesienie cenzury, zniesienie kary śmierci, powszechna amnestia, rozwiązanie policji politycznej (ochrany) nie uspokoiły sytuacji, a ułatwiły działanie potencjalnym konspiratorom. Administracja terenowa w praktyce przestała funkcjonować, policja się rozpadła. Władzę w miastach, obok istniejących rad miejskich, w coraz większym stopniu kontrolowały „rady delegatów robotniczych”, a na froncie – „rady delegatów żołnierskich” (kontrolowane przez partie socjalistyczne: eserowców, mienszewików i bolszewików). W kraju powstał system dwuwładzy – z jednej strony oficjalną władzę sprawował Rząd Tymczasowy, a z drugiej rady robotnicze powoływane w różnych obszarach kraju. Już wkrótce doszło do pierwszych napięć między rządem a radami. Obalenie cara zostało z zadowoleniem przyjęte przez większość mieszkańców Imperium.  Rozpoczęto prace nad planami reformy rolnej, zapowiedziano wolne wybory do Wszechrosyjskiego Zgromadzenia Ustawodawczego (Konstytuanty). Amnestia, wolność słowa, druku, pochodów, manifestacji i zrzeszeń były zdobyczami demokratycznymi rewolucji lutowej.
Pogarszająca się sytuacja gospodarcza oraz dalsze klęski na froncie nie sprzyjały stabilizacji sytuacji w Rosji. 7 kwietnia rząd był zmuszony do wprowadzenia monopolu na handel zbożem i kartek na chleb. 3 maja bolszewicy stworzyli paramilitarne oddziały Czerwonej Gwardii. W tym samym czasie na wsi doszło do żywiołowych wystąpień chłopów zajmujących majątki obszarnicze. 18 maja do Rządu Tymczasowego weszli mienszewicy (Irakli Cereteli, Matwiej Skobielew). Rząd Tymczasowy odłożył decyzje co do oczekiwanej przez rosyjską wieś reformy rolnej do decyzji Zgromadzenia Konstytucyjnego (w pełni demokratycznie wybranego parlamentu Rosji), zwlekał jednocześnie z decyzją o wyznaczeniu terminu wyborów i utrzymywał udział kraju w wojnie. W Rosji narastało w konsekwencji znużenie wojną i świeżo ustanowionymi swobodami demokratycznymi. Czas sprzyjał bolszewikom  – pozostającym w konsekwentnej opozycji wobec wszystkich posunięć Rządu Tymczasowego, zgodnie z tezą Lenina, że rewolucja "burżuazyjna" powinna być niezwłocznie przekształcona w "socjalistyczną" i budujących konsekwentnie zwartą, zdyscyplinowaną organizację na terenie całego kraju (przede wszystkim w wielkich miastach i w wojsku).
W czerwcu na tle sprzeciwu wobec kontynuacji udziału Rosji w wojnie powstała bliska bolszewikom frakcja lewicowych eserowców wewnątrz partii socjalistów-rewolucjonistów, przekształcona następnie w odrębną partię. Rozpoczęta 16 czerwca 1917 ofensywa armii rosyjskiej na froncie wołyńskim (przeciw armii austro-węgierskiej) w kierunku na Lwów wobec posuniętej już demoralizacji wojska i natychmiastowej pomocy armii niemieckiej dla Austriaków załamała się 2 lipca, a 6 lipca Niemcy i Austriacy przeprowadzili kontrofensywę. Pomiędzy 4 a 6 lipca odbyły się w Piotrogrodzie burzliwe, zorganizowane przez bolszewików i anarchistów demonstracje robotników, zwartych uzbrojonych oddziałów żołnierzy (zwłaszcza z Twierdzy Pietropawłowskiej) i marynarzy Floty Bałtyckiej z Kronsztadu  przeciw Rządowi Tymczasowemu (tzw. Dni Lipcowe), połączone z blokadą Pałacu Taurydzkiego – siedziby Piotrogrodzkiej Rady Delegatów Robotniczych i Żołnierskich (w której większość mieli popierający rząd eserowcy i mienszewicy). Była to nieudana próba przejęcia władzy przez bolszewików. Po powrocie Aleksandra Kiereńskiego (ministra wojny) z frontu w dniu 6 lipca Rząd Tymczasowy opanował sytuację przy pomocy lojalnych oddziałów garnizonu piotrogrodzkiego i żołnierzy ściągniętych z frontu, ujawniając uprzednio w prasie  część zdobytych dokumentów o zagranicznym finansowaniu bolszewików, które wywołały oburzenie wśród żołnierzy. 
Rząd zdelegalizował partię bolszewików jako agentów niemieckich, Lenin ukrył się w Finlandii. 21 lipca po dymisji Gieorgija Lwowa nowy gabinet uformował jako "człowiek silnej ręki" socjalista-trudowik Aleksander Kiereński (do tego czasu minister sprawiedliwości, a następnie również wojny w rządzie Lwowa). Był on przekonany o wyeliminowaniu zagrożenia ze strony partii bolszewickiej po wydarzeniach lipcowych i przekonany do swej misji jako rosyjskiego Bonapartego, który poskromiwszy "jakobinów" poskromi i "reakcję". Tymczasem szybko narastał kryzys gospodarczy, inflacja i przestępczość. Następował postępujący paraliż podstawowych funkcji państwa rosyjskiego. Paraliż państwa (i armii – jedynej siły, która mogła powstrzymać bolszewików) oraz anarchizacja i narastająca apatia społeczeństwa rosyjskiego wobec instytucji demokratycznych były podstawami sukcesu partii bolszewików w konsekwentnej, kierowanej przez Lenina walce o zdobycie władzy w Rosji.
8 sierpnia półlegalny zjazd bolszewików postanowił rozpocząć przygotowania do przejęcia władzy drogą powstania zbrojnego. Ofensywa wojsk niemieckich na początku września doprowadziła do zajęcia Rygi. 7 września głównodowodzący wojsk rosyjskich generał Ławr Korniłow w  przekonaniu o możliwości bolszewickiej rewolty w Piotrogrodzie zażądał dymisji ministrów i wysłał do Piotrogrodu korpus kozacki. Premier Kiereński uznał to za próbę przejęcia władzy i wezwał robotników i marynarzy do obrony rządu, rozdając im z arsenałów 40 tysięcy karabinów – zniósł wreszcie wprowadzone w lipcu ograniczenia wobec bolszewików i uwolnił aresztowanych wówczas bolszewickich przywódców. 12 września sam przejął obowiązki głównodowodzącego. Nie doszło do żadnych walk. Korniłow został aresztowany i osadzony w twierdzy w Bychowie. Poprzez zachowanie w trakcie tzw. "puczu Korniłowa", a w szczególności wobec odwołania się o pomoc do bolszewików Kiereński utracił we wrześniu jakiekolwiek posiadane dotąd oparcie w korpusie oficerskim armii rosyjskiej  – co było rozstrzygające w dwa miesiące później, gdy armia odmówiła mu poparcia przeciw bolszewikom.
14 września Rząd Tymczasowy proklamował ustrój republikański Rosji. 22 września w wyniku nowych wyborów do Rady Piotrogrodzkiej większość uzyskali bolszewicy, na czele z Trockim. 20 października do Piotrogrodu powrócił potajemnie Lenin; 23 października Komitet Centralny bolszewików przyjął rezolucję o powstaniu zbrojnym i stworzył pierwsze Biuro Polityczne; 25 października Rada Piotrogrodzka utworzyła Komitet Wojskowo-Rewolucyjny, oficjalnie dla obrony stolicy przed Niemcami – w rzeczywistości jako sztab przygotowujący przewrót. Sprzeciwiający się tej decyzji członkowie KC Grigorij Zinowiew i Lew Kamieniew – zwolennicy idei "jednolitego rządu socjalistycznego" w koalicji z eserowcami i mienszewikami – w gazecie wydawanej przez Maksyma Gorkiego podali do publicznej wiadomości swój sprzeciw wobec planu zbrojnego obalenia Rządu Tymczasowego. W skład rządu wchodzili bowiem przedstawiciele partii demokratycznych – dwóch partii socjalistycznych (eserowców i mienszewików) i będącej w mniejszości liberalnej partii kadetów. Ogólnorosyjskie wybory parlamentarne miały odbyć się bowiem za niespełna trzy tygodnie (25 listopada 1917).

## Rewolucja październikowa

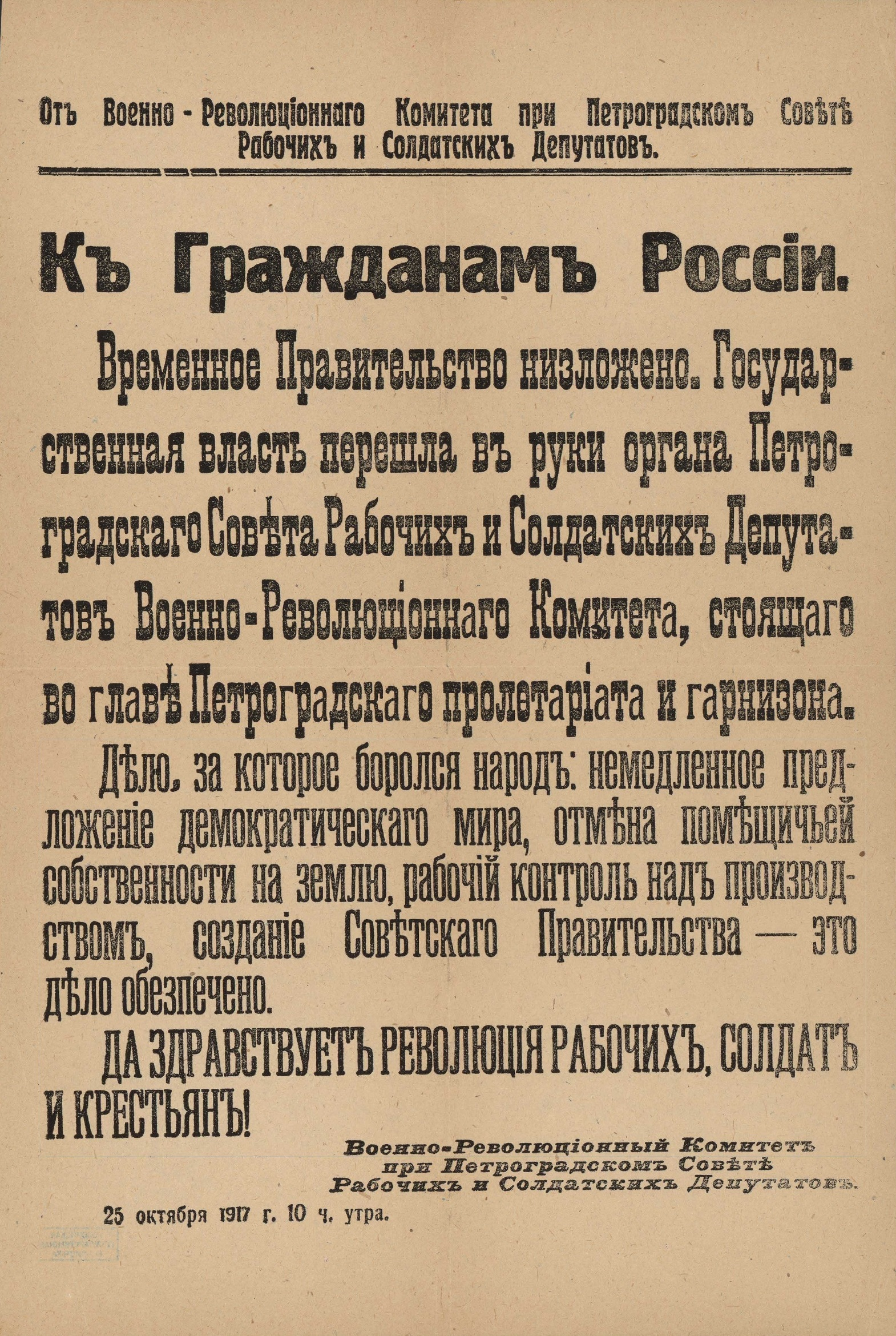
Proklamacja Komitetu Wojskowo-Rewolucyjnego przy Piotrogrodzkiej Radzie Delegatów o odsunięciu od władzy Rządu Tymczasowego, Piotrogród 25 października (7 listopada) 1917

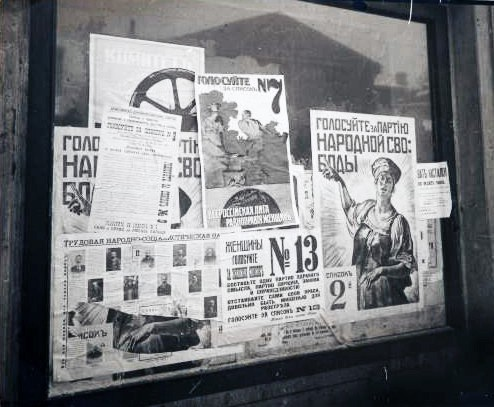
Plakaty w czasie kampanii wyborczej przed wyborami do Konstytuanty w Piotrogrodzie 1917

Gdy 6 listopada 1917 Rząd Tymczasowy podjął próby zamknięcia pism bolszewickich, bolszewicy pośpiesznie zorganizowali naradę na której zdecydowano o wcześniejszym wybuchu przygotowywanego uprzednio przewrotu.  Miał on być pierwotnie przeprowadzony w przeddzień wyznaczonych na 25 listopada 1917 demokratycznych wyborów do Zgromadzenia Ustawodawczego Rosji (Konstytuanty). Sygnałem rozpoczęcia powstania miał być wystrzał artyleryjski ślepą amunicją z  zakotwiczonego na Newie krążownika Aurora. W nocy z 6/7 listopada oddziały Czerwonej Gwardii i wojskowi, którzy opowiedzieli się po stronie bolszewików, zajęli bez walki budynki użyteczności publicznej w Piotrogrodzie, wymieniając ochronę obiektów. Pałac Zimowy, siedziba Rządu Tymczasowego został zajęty, członkowie rządu aresztowani, a premier Aleksander Kiereński potajemnie opuścił miasto. 8 listopada 1917 wydano odezwę „Do robotników, żołnierzy i chłopów” w której bolszewicy poinformowali o obaleniu Rządu Tymczasowego.
9 listopada 1917 na otwartym II Zjeździe Rad zawiadomiono o utworzeniu Rady Komisarzy Ludowych składającą się tylko z działaczy bolszewickich. Pozostałe ugrupowania socjalistów – mienszewicy i eserowcy oskarżyły bolszewików o zamach stanu i hipokryzję. Twierdzili oni iż kryzys w Rosji rozwiązać należy metodami pokojowymi i powinien zostać powołany rząd koalicyjny złożony z przedstawicieli wszystkich partii socjalistycznych. W proteście przeciwko radykalnym działaniom bolszewików, mienszewicy i eserowcy wycofali się z obrad II Zjazdu Rad i wraz z kadetami utworzyli Komitet Ocalenia Ojczyzny i Rewolucji. Za koalicją z bolszewikami na ich warunkach opowiedzieli się tylko lewicowi eserowcy, którzy w grudniu założyli nową partię, która otrzymała miejsca w Radzie Komisarzy Ludowych. Na Zjeździe zniesiono karę śmierci na froncie i przekazano władzę w terenie w ręce rad. Zjazd powołał nowy Wszechrosyjski Centralny Komitet Wykonawczy składający się z 101 członków (62 bolszewików i 29 eserowców lewicowych).
Jednym z pierwszych dekretów Rady Komisarzy Ludowych był wydany 10 listopada „Dekret o prasie” zabraniający wydań „kontrrewolucyjnych” – czyli „tymczasowo” przywracający zniesioną przez rewolucję lutową cenzurę.
Utworzono Czeka, czyli nieograniczony prawem organ policyjnych represji wobec przeciwników politycznych (określanych od lipca-września 1918 oficjalnie jako czerwony terror), na którego czele stanął Feliks Dzierżyński.
Demokratyczne wybory do Konstytuanty odbyły się 12 listopada?/25 listopada 1917 – już po obaleniu Rządu Tymczasowego i przejęciu władzy przez bolszewików) przy frekwencji ok. 50%. W wyborach uczestniczyło 44,4 mln uprawnionych do głosowania. Eserowcy zdobyli 40%, bolszewicy 23,9%, kadeci 4,7%, mienszewicy 2,3%.
5 stycznia?/18 stycznia 1918 w Pałacu Taurydzkim odbyło się pierwsze i jedyne posiedzenie Zgromadzenia. Przewodniczącym Zgromadzenia został wybrany Wiktor Czernow z partii socjalistów-rewolucjonistów (eserowców). Masowe demonstracje uliczne w Piotrogrodzie w obronie Zgromadzenia zostały stłumione przez bolszewików przy użyciu broni palnej. Bolszewicy zażądali od Zgromadzenia uchwalenia zrzeczenia się uprawnień legislacyjnych. Zgromadzenie miało zatwierdzić wszystkie dekrety już wydane przez Radę Komisarzy Ludowych, a następnie odroczyć obrady. Kluczowy punkt przedstawionej przez bolszewików uchwały brzmiał: Zgromadzenie Konstytucyjne uważa, że zadania jego wyczerpują się na ustanowieniu głównych podstaw socjalistycznej przebudowy społeczeństwa. Wniosek został odrzucony większością 237 przeciw 136 głosom. Po odrzuceniu przez Konstytuantę wniosku bolszewików, ci opuścili posiedzenie, oświadczając, że Zgromadzenie opanowali „kontrrewolucjoniści”. Zgromadzenie kontynuowało obrady. O 2.30 nad ranem salę posiedzeń opuścili sprzymierzeni z bolszewikami lewicowi eserowcy. O godz. 4 nad ranem, gdy Wiktor Czernow ogłaszał zniesienie prywatnej własności ziemi, bolszewicka ochrona pałacu zażądała zakończenia posiedzenia. Czernow kontynuował obrady jeszcze przez 20 minut, po czym pod presją wkraczających do sali dalszych uzbrojonych oddziałów bolszewickich odroczył posiedzenie do godziny 17. tego samego dnia. Zgromadzenie już nigdy więcej się nie zebrało.
6 stycznia?/19 stycznia wydano dekret Rady Komisarzy Ludowych o rozwiązaniu Konstytuanty jako zgromadzenia kontrrewolucyjnego.
W ciągu jednego roku bolszewicy wydali szereg dekretów, wprowadzały one kontrolę robotniczą (nad przedsiębiorstwami), ośmiogodzinny dzień pracy, proklamowały suwerenność narodów dawnego Imperium, nacjonalizowały banki, znosiły rangi cywilne i stany, wprowadzały rozwody, oddzielały państwo i edukację od cerkwi. W lutym 1918 utworzono Armię Czerwoną. W 1918 zostały utworzone obozy koncentracyjne (koncłagry, łagry), skupione później w systemie Gułagu.
Bolszewicy początkowo sprawowali władzę w koalicji z lewicowymi eserowcami. Wycofali się oni z Rady Komisarzy Ludowych w marcu 1918, w proteście przeciw traktatowi brzeskiemu, po powstaniu w lipcu 1918 usunięci ostatecznie ze struktur państwowych RFSRR.